# Завітоільїчівська сільська рада
Заві́тоільїчі́вська сільська рада (рос. Заветоильичёвский сельский совет) — сільське поселення у складі Алейського району Алтайського краю Росії.
Адміністративний центр — селище Завіти Ільїча.

## Населення
Населення — 1576 осіб (2019; 1523 в 2010, 1647 у 2002).

## Склад
До складу сільської ради входять:
| Населений пункт       | Населення, осіб (2002) | Населення, осіб (2010) |
| --------------------- | ---------------------- | ---------------------- |
| Завіти Ільїча, селище | 688                    | 612                    |
| Солнечний, селище     | 800                    | 837                    |
| Троїцький, селище     | 159                    | 74                     |